# Söhlbach
Söhlbach ist ein Weiler im Landkreis Heilbronn in Baden-Württemberg. Der Ort gehört zu Beilstein und liegt an der Württemberger Weinstraße.

## Geografie

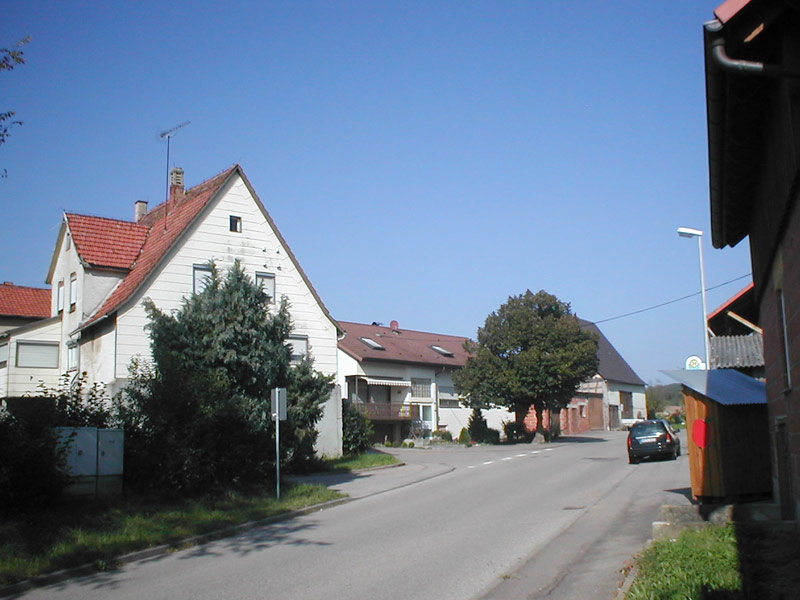
Söhlbach

Söhlbach liegt etwa 2 km nördlich von Beilstein in der Talmulde des Söhlbachs. Der Ort besteht im Wesentlichen aus sechs Höfen, die rechts und links der Durchgangsstraße (K 2089) von Beilstein nach Helfenberg angeordnet sind. Der Bach entspringt unterhalb der Burg Wildeck und fließt in südliche Richtung durch die Orte Söhlbach, Beilstein und Oberstenfeld, wo er nach 6 km in die Bottwar mündet.

## Geschichte

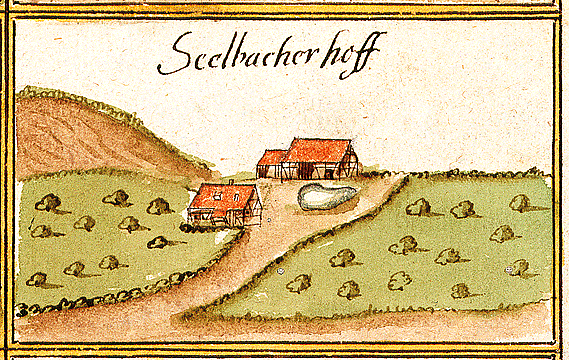
Zeichnung von 1685

Söhlbach entstand vermutlich aus einem einzelnen Hof, der im Hochmittelalter zur Zeit des Landausbaus entstanden ist. Erstmals erwähnt wurde Söhlbach (im 16. Jahrhundert auch als Selbach) in einem Beilsteiner Lagerbuch von 1524, damals bestanden dort bereits drei Höfe. Die Höfe waren württembergische und löwensteinische Lehen, später nur noch württembergische, so dass der Weiler in einem Landbucheintrag von 1623 bereits ganz zu Beilstein gezählt wurde. Durch die Einflüsse des Dreißigjährigen Krieges verschmolzen die drei Höfe zu einem Hofgut, das zum Lehen Helfenberg gehörte und von Württemberg an verschiedene Adlige verliehen wurde. Der Besitz ging am 26. Juni 1726 durch Verkauf von den Geschwistern Wilhelm Friedrich Freiherr von Horneck zu Helfenberg und Rosina Freifrau von Degenfeld-Neuhaus (geb. von Horneck) an den Beilsteiner Vogt Johann Melchior Kaiser über. Durch anschließende Erbteilung bestanden 1770 wieder zwei Höfe. Zu dieser Zeit besaßen die fronpflichtigen Söhlbacher Hofbauern außerdem bereits das Bürgerrecht in Beilstein. Bei der Umsetzung der neuen Verwaltungsgliederung im Königreich Württemberg wurde Söhlbach 1810 mit Beilstein dem Oberamt Marbach zugeordnet. Bis vor dem Zweiten Weltkrieg galt Söhlbach aufgrund des gehobenen Standes seiner Einwohner als wohlhabend.